# احمدوو (شهرستان آئورگازینسکی، باشقیرستان)
احمدوو (به لاتین: Akhmetovo) یک منطقهٔ مسکونی در روسیه است که در باشقیرستان واقع شده‌است.